# Fritz Bohla
Fritz Bohla (* 11. Januar 1948 in Krostitz) ist ein ehemaliger deutscher Fußballspieler und Fußballtrainer. Für Energie Cottbus und den 1. FC Union Berlin spielte er in der höchsten DDR-Fußballklasse, der Oberliga. Als Trainer führte er Energie Cottbus ebenfalls in die DDR-Oberliga.

## Sportliche Laufbahn

### Fußballspieler
Bohla begann seine sportliche Laufbahn als zehnjähriger Fußballspieler bei Traktor Krostitz, der Betriebssportgemeinschaft (BSG) der Landwirtschaftlichen Produktionsgenossenschaft (LPG) in seinem nördlich von Leipzig gelegenen Heimatort Krostitz. Als 15-Jähriger wechselte er im Oktober 1963 zur Jugendmannschaft des SC Lokomotive Leipzig. Durch den Anschluss der Fußballsektionen vom SC Lokomotive Leipzig und des SC Rotation Leipzig im Sommer 1964, wurden auch die talentiertesten Nachwuchsspieler beider Leipziger Vereine in den SC Leipzig integriert. Hier spielt Bohla 2 Jahre im Juniorenbereich. Im Januar 1966 wurde er in den aus dem Sportklub ausgegründeten 1. FC Lokomotive Leipzig übernommen und in der Oberliga-Reservemannschaft eingesetzt. In der Saison 1967/68 wurde er zum Mannschaftskapitän gewählt.
Im Sommer 1968 wechselte Bohla zur BSG Energie Cottbus und spielte dort bis Oktober 1970 in der zweitklassigen DDR-Liga. Er kam in dieser Zeit zu 50 Spielen für Energie, in denen er zwei Tore schoss. Von Oktober 1970 bis Juni 1974 war er Soldat der „Nationalen Volksarmee“ der DDR und spielte in dieser Zeit für den DDR-Ligisten Vorwärts Cottbus. Bohla kam in 73 Spielen zum Einsatz und erzielte 15 Tore. Im Juli 1974 kehrte Bohla zu Energie Cottbus zurück und erreichte nach der Saison 1974/75 den Aufstieg in die Oberliga in der auf 21 Ligaspiele und 2 Tore kam. Mit 28 Einsätzen in den insgesamt ausgetragenen 22 Punkt- und acht Aufstiegsspielen hatte er wesentlich zu diesem Erfolg beigetragen. In der Aufstiegsrunde wurde er in sieben Spielen eingesetzt und erzielt 2 Tore. In der Oberligasaison 1975/76 bestritt er als Libero alle 26 Punktspiele, konnte aber nicht verhindern, dass Energie nach nur einer Spielzeit weit abgeschlagen wieder absteigen musste.
Um weiter in der Oberliga spielen zu können, schloss sich Bohla im Juli 1976 dem Oberligaaufsteiger 1. FC Union Berlin an. Dort übernahm er vom ersten Spieltag an wieder die Position des Liberos und absolvierte 25 Punktspiele sowie die drei Pokalspiele der Unioner. Im vorletzten Spiel der Saison wurde er im Spiel in Aue am rechten Knie verletzt. Über die Sommerpause und mit Beginn der Vorbereitung auf die Saison 1977/78 wurde mit konservativen Mitteln versucht Stabilität im verletzten Knie zu erzielen. Selbst ein zweiwöchiger Aufenthalt im Sportsanatorium für Leistungssport in Kreischa konnte nicht zum erhofften Erfolg führen. Im August 1977 musste sich Bohla einer Operation des rechten Kniegelenkes unterziehen. Dabei wurden beide Menisken entfernt und eine Plastik des hinteren Kreuzbandes eingesetzt.
Durch bis heute nicht geklärter Umstände wurde bei der Operation ein Operationsinstrument (Meniskottom/Meniskusmesser) im Kniegelenk belassen! Ein erneuter Aufenthalt im Sportsanatorium musste nach kurzem Aufenthalt wegen akuter Entzündung im operierten Knie unterbrochen werden. Ende November 1977 wurde das OP-Instrument in Cottbus durch einen kleinen Eingriff entfernt. Durch anschließende Ruhigstellung durch Gipsverband und Rehamaßnahmen konnte keine Verbesserung der Beweglichkeit im Kniegelenk erreicht werden. So machte sich eine erneute größere Operation im Mai 1978 in der Orthopädie in Kolkwitz notwendig. Durch diese Operation und intensiver Rehamaßnahmen war bedauerlicherweise eine Fortsetzung seiner fußballerischen Karriere nicht möglich. Trotzdem konnte Bohla im Juli 1979 seine Trainertätigkeit als Co-Trainer beim 1. FC Union beginnen. Über die Jahre seiner Trainertätigkeit waren immer wieder akute Probleme des lädierten Knies der Anlass für Unterbrechungen seines Engagements im Leistungsfußballs. Im April 2008 unterzog sich Bohla einer Operation zum Einsetzen eines künstlichen Kniegelenkes.

### Fußballtrainer
Bohla blieb zunächst beim 1. FC Union und wurde Assistenztrainer der Oberligamannschaft. 1980 verließ er Berlin und übernahm zur Saison 1980/81 seine 1. Trainerstation als Cheftrainer beim Bezirksligisten Robur Zittau. Im ersten Jahr seiner Tätigkeit als verantwortlicher Trainer führte er Robur Zittau zum Aufstieg in die DDR-Liga (zweithöste Spielklasse) und zum Bezirkspokalsieger Dresden. Zwischen 1983 und 1984 bekleidete Bohla die Funktion des Bezirkstrainers beim Fußball-Bezirksfachausschuss Cottbus. Im Oktober 1984 wurde Bohla, der die Qualifikation eines Diplomsportlehrers hatte, das Amt des Cheftrainers bei Energie Cottbus übertragen. Die Cottbuser spielten noch immer in der DDR-Liga, Bohla gelang es aber, die Mannschaft 1986 erneut in die Oberliga zu führen. Zwar stieg Energie nach einem Jahr erneut ab, schaffte aber unter Bohla den sofortigen Wiederaufstieg, und es gelang Bohla, erstmals Cottbus in den folgenden Spielzeiten in der Oberliga zu halten. Erst als Energie im Herbst 1990 mit nur drei Siegen aus elf Spielen einen enttäuschenden Saisonstart absolvierte und sich die Spieler gegen den Trainer auflehnten, wurde Bohla entlassen. Bohla betreute Energie Cottbus als Cheftrainer über sechs Jahre und in 201 Pflichtspielen.
Von Februar 1991 bis Juni 1991 wirkte Bohla als Technischer Direktor bei Tennis Borussia Berlin. Im Sommer übernahm er als Trainer den damaligen Oberligisten. Anschließend war er für mehrere Jahre nicht im deutschen Fußball tätig, erst im Januar 1997 übernahm er mit Wacker Nordhausen wieder einen Drittligisten, den er vom vorletzten Platz zum Klassenerhalt und zum Landespokalsieger führte (Pokalendspiel gegen Rot Weiß Erfurt 3:2). Im April 1998 beendete er sein Engagement nach Unstimmigkeiten mit dem Präsidium. Seine letzte Station als Fußballtrainer war in der Saison 1998/99 der Regionalligist Lok Altmark Stendal, mit dem er am Saisonende Rang 12 unter 18 Mannschaften erreichte. Danach wandte sich Bohla vom Fußball ab, kehrte erneut nach Cottbus zurück und wurde bis Februar 2007 Manager des Lausitzer Handballclubs.